# Герб Олешичів
Герб Олешичів - один із символів  міста в південно-східній Польщі на історичних етнографічних землях українців. Належить до Любачівського повіту Підкарпатського воєводства, дміністративний центр місько-сільської гміни Олешичі.

## Опис
Огоньчик: у червоному полі срібна стріла на такому ж півколі. Це родинний герб родини Дзялінських, колишніх власників Олешичів. Він був прийнятий міською владою 1985 року.